# Eleição municipal de São Pedro da Aldeia em 2012
A eleição municipal da cidade brasileira de São Pedro da Aldeia em 2012 ocorreu no dia 07 de outubro de 2012, como parte do conjunto de eleições municipais no Brasil que ocorreram no mesmo ano. Na ocasião, foram eleitos um prefeito, vice-prefeito e 10 vereadores para a Câmara Municipal da cidade.
A campanha eleitoral contou com a participação de 3 candidatos a prefeito. O prefeito em exercício, Carlindinho, do PMDB, apesar de apto, não concorreu a reeleição. O primeiro turno foi realizado em 07 de outubro de 2012. Chumbinho, candidato pelo PT, foi eleito com 24.067 votos (56,32% dos votos válidos), seguido de Elizangela Lobo, do PR, que obteve 17.225 votos (40,31%).
Na Câmara dos Vereadores, 174 candidatos concorreram ao pleito e 10 foram eleitos. Dentre os vereadores eleitos, 6 foram reeleitos. Os partidos que conquistaram o maior número de assentos foram PMDB, PT e PSDC, com 2 assentos cada. Guga de Mica foi o candidato mais votado, recebendo 1.805 votos (4,59% dos votos validos). Os candidatos eleitos tomaram posse na Prefeitura de São Pedro da Aldeia em 1 de janeiro de 2013 para exercerem um mandato de quatro anos.

## Candidatos à prefeitura
| Nº      | Prefeito(a)  | Prefeito(a)     | Prefeito(a) | Prefeito(a)              | Vice-prefeito(a) | Vice-prefeito(a) | Vice-prefeito(a) | Vice-prefeito(a) | Vice-prefeito(a)                                           | Coligação                                                                               |
| Nº      | Candidato(a) | Candidato(a)    | Partido     | Cargos relevantes        | Candidato(a)     | Candidato(a)     | Candidato(a)     | Partido          | Cargos relevantes                                          | Coligação                                                                               |
| ------- | ------------ | --------------- | ----------- | ------------------------ | ---------------- | ---------------- | ---------------- | ---------------- | ---------------------------------------------------------- | --------------------------------------------------------------------------------------- |
| 13      |              | Chumbinho       | PT          | - Técnico Em Informática |                  |                  | Iédio Rosa       | PT               | - Advogado                                                 | Um Novo Tempo, Uma Nova História PRB PDT PT PTB PMDB PSC PRTB PHS PTC PRP PPL PSD PTdoB |
| 22      |              | Elizangela Lobo | PR          | - Comerciante            |                  |                  | Eliezer de Alair | PR               | - Outros                                                   | Rumo Ao Progresso PP PSL PTN PR PPS DEM PSDC PMN PSB PV PCdoB                           |
| 50      |              | Isaac Gaudard   | PSOL        | - Empresário             |                  |                  | Rosi Marinho     | PSOL             | - Técnica de Enfermagem e Assemelhados (exceto Enfermeiro) | Sem coligação                                                                           |
| Fontes: |              |                 |             |                          |                  |                  |                  |                  |                                                            |                                                                                         |

### Candidato indeferido
- Paulo Lobo (PP) – Prefeito de São Pedro da Aldeia (2001–2008). Teve sua candidatura indeferida pelo Tribunal Regional Eleitoral do Rio de Janeiro (TRE-RJ) em 25 de setembro.[4]

## Candidatos à vereança
| Coligação                                                    | Partido | Partido | Candidaturas |
| ------------------------------------------------------------ | ------- | ------- | ------------ |
| Reage São Pedro (20 candidatos)                              |         | PSC     | 8            |
| Reage São Pedro (20 candidatos)                              |         | PRB     | 7            |
| Reage São Pedro (20 candidatos)                              |         | PTdoB   | 5            |
| Frente da Mobilização Democrata e Socialista (18 candidatos) |         | DEM     | 8            |
| Frente da Mobilização Democrata e Socialista (18 candidatos) |         | PMN     | 6            |
| Frente da Mobilização Democrata e Socialista (18 candidatos) |         | PCdoB   | 4            |
| Frente Progressista Trabalhista Sustentável (17 candidatos)  |         | PP      | 6            |
| Frente Progressista Trabalhista Sustentável (17 candidatos)  |         | PV      | 5            |
| Frente Progressista Trabalhista Sustentável (17 candidatos)  |         | PTN     | 3            |
| Frente Progressista Trabalhista Sustentável (17 candidatos)  |         | PR      | 3            |
| Transparência é a Nossa Meta (17 candidatos)                 |         | PHS     | 11           |
| Transparência é a Nossa Meta (17 candidatos)                 |         | PTB     | 6            |
| Frente Popular (17 candidatos)                               |         | PT      | 12           |
| Frente Popular (17 candidatos)                               |         | PDT     | 5            |
| Frente Popular Socialista (16 candidatos)                    |         | PSB     | 13           |
| Frente Popular Socialista (16 candidatos)                    |         | PSL     | 2            |
| Frente Popular Socialista (16 candidatos)                    |         | PPS     | 1            |
| Juntos Por São Pedro (15 candidatos)                         |         | PPL     | 9            |
| Juntos Por São Pedro (15 candidatos)                         |         | PRTB    | 6            |
| Depende de Nós (14 candidatos)                               |         | PTC     | 9            |
| Depende de Nós (14 candidatos)                               |         | PRP     | 5            |
| Amor a S. Pedro (11 candidatos)                              |         | PMDB    | 8            |
| Amor a S. Pedro (11 candidatos)                              |         | PSD     | 3            |
| Sem coligação                                                |         | PSDC    | 15           |
| Sem coligação                                                |         | PSOL    | 14           |
| Fontes:                                                      |         |         |              |

## Resultados da eleição

### Prefeito
| Candidato(a) a prefeito  | Candidato(a) a prefeito  | Candidato(a) a vice-prefeito | Primeiro turno 07 de outubro de 2012 | Primeiro turno 07 de outubro de 2012 |
| Candidato(a) a prefeito  | Candidato(a) a prefeito  | Candidato(a) a vice-prefeito | Total                                | Percentagem                          |
| ------------------------ | ------------------------ | ---------------------------- | ------------------------------------ | ------------------------------------ |
|                          | Chumbinho (PT)           | Iédio Rosa (PT)              | 24.067                               | 56,32%                               |
|                          | Elizangela Lobo (PR)     | Eliezer de Alair (PP)        | 17.225                               | 40,31%                               |
|                          | Isaac Gaudard (PSOL)     | Rosi Marinho (PSOL)          | 1.437                                | 3,36%                                |
| Total de votos válidos   | Total de votos válidos   | Total de votos válidos       | 42.729                               | 42.729                               |
| Votos apurados           |                          |                              |                                      |                                      |
| Votos válidos            | Votos válidos            | Votos válidos                | 42.729                               | 91,35%                               |
| Votos em branco          | Votos em branco          | Votos em branco              | 1.423                                | 3,04%                                |
| Votos nulos              | Votos nulos              | Votos nulos                  | 2.622                                | 5,61%                                |
| Total de votos apurados  | Total de votos apurados  | Total de votos apurados      | 46.774                               | 46.774                               |
| Eleitores                |                          |                              |                                      |                                      |
| Comparecimentos          | Comparecimentos          | Comparecimentos              | 46.774                               | 81,06%                               |
| Abstenções               | Abstenções               | Abstenções                   | 10.931                               | 18,94%                               |
| Total de eleitores aptos | Total de eleitores aptos | Total de eleitores aptos     | 57.705                               | 57.705                               |
| Total de seções: 171     |                          |                              |                                      |                                      |
| Fontes:                  |                          |                              |                                      |                                      |

### Composição da Câmara Municipal
|                          |                          |                 |                 |          |         |
| Nº                       | Partido                  | Votos populares | Votos populares | Assentos | ±       |
| Nº                       | Partido                  | Votos           | %               | Assentos | ±       |
| 27                       | PSDC                     | 5.593           | 13,35%          | 2        | 2       |
| 15                       | PMDB                     | 5.342           | 12,75%          | 2        | 1       |
| 13                       | PT                       | 3.936           | 9,4%            | 2        | 1       |
| 40                       | PSB                      | 5.456           | 13,02%          | 1        | Estável |
| 31                       | PHS                      | 3.316           | 7,92%           | 1        | 1       |
| 55                       | PSD                      | 3.263           | 7,79%           | 1        | 1       |
| 23                       | PPS                      | 1.216           | 2,9%            | 1        | Estável |
| 12                       | PDT                      | 1.862           | 4,45%           | 0        | -       |
| 10                       | PRB                      | 1.496           | 3,57%           | 0        | -       |
| 11                       | PP                       | 1.314           | 3,14%           | 0        | -       |
| 70                       | PTdoB                    | 1.182           | 2,82%           | 0        | 1       |
| 14                       | PTB                      | 1.105           | 2,64%           | 0        | -       |
| 36                       | PTC                      | 1.089           | 2,6%            | 0        | 2       |
| 22                       | PR                       | 951             | 2,27%           | 0        | 1       |
| 20                       | PSC                      | 571             | 1,36%           | 0        | -       |
| 43                       | PV                       | 537             | 1,28%           | 0        | -       |
| 44                       | PRP                      | 520             | 1,24%           | 0        | -       |
| 25                       | DEM                      | 488             | 1,16%           | 0        | -       |
| 65                       | PCdoB                    | 479             | 1,14%           | 0        | -       |
| 28                       | PRTB                     | 460             | 1,1%            | 0        | -       |
| 54                       | PPL                      | 443             | 1,06%           | 0        | -       |
| 50                       | PSOL                     | 407             | 0,97%           | 0        | -       |
| 17                       | PSL                      | 307             | 0,73%           | 0        | -       |
| 33                       | PMN                      | 282             | 0,67%           | 0        | -       |
| 19                       | PTN                      | 274             | 0,65%           | 0        | -       |
| Total de votos válidos   | Total de votos válidos   | 41.889          | 41.889          | 10       | 10      |
| Votos apurados           |                          |                 |                 | 10       | 10      |
| Total de votos válidos   | Total de votos válidos   | 41.889          | 89,56%          | 10       | 10      |
| Votos em branco          | Votos em branco          | 1.334           | 2,85%           | 10       | 10      |
| Votos nulos              | Votos nulos              | 3.551           | 7,59%           | 10       | 10      |
| Total de votos apurados  | Total de votos apurados  | 46.774          | 46.774          | 10       | 10      |
| Eleitores                |                          |                 |                 | 10       | 10      |
| Comparecimentos          | Comparecimentos          | 46.774          | 81,06%          | 10       | 10      |
| Abstenções               | Abstenções               | 10.931          | 18,94%          | 10       | 10      |
| Total de eleitores aptos | Total de eleitores aptos | 57.705          | 57.705          | 10       | 10      |
| Fontes:                  |                          |                 |                 |          |         |

### Vereadores eleitos
| Candidato(a) | Candidato(a)            | Partido | Votos | Votos       | Cidade de origem    | Unidade federativa/País |
| Candidato(a) | Candidato(a)            | Partido | Total | Percentagem | Cidade de origem    | Unidade federativa/País |
| ------------ | ----------------------- | ------- | ----- | ----------- | ------------------- | ----------------------- |
|              | Guga de Mica            | PMDB    | 1.805 | 4,59%       | Cabo Frio           | Rio de Janeiro          |
|              | André de Gilson         | PSB     | 1.723 | 4,38%       | São Pedro da Aldeia | Rio de Janeiro          |
|              | Franklin da Escolinha   | PPS     | 1.177 | 2,99%       | São Pedro da Aldeia | Rio de Janeiro          |
|              | Chiquinho de Dona Chica | PSDC    | 1.155 | 2,94%       | São Pedro da Aldeia | Rio de Janeiro          |
|              | Kaká                    | PSDC    | 1.028 | 2,61%       | São Pedro da Aldeia | Rio de Janeiro          |
|              | Denilson                | PMDB    | 1.011 | 2,57%       | São Pedro da Aldeia | Rio de Janeiro          |
|              | Zezinho                 | PHS     | 941   | 2,39%       | Cabo Frio           | Rio de Janeiro          |
|              | Jorginho                | PSD     | 937   | 2,38%       | São Pedro da Aldeia | Rio de Janeiro          |
|              | Robinho do RX           | PT      | 739   | 1,88%       | Cabo Frio           | Rio de Janeiro          |
|              | Adalberto Amaral        | PT      | 597   | 1,52%       | Rio de Janeiro      | Rio de Janeiro          |
| Fontes:      |                         |         |       |             |                     |                         |